# Kohei Matsushita
Kohei Matsushita (松下 幸平 Matsushita Kohei?), född 24 juli 1985 i Ishikawa prefektur, är en japansk före detta fotbollsspelare.
Matsushita började sin karriär 2004 i Júbilo Iwata. 2006 flyttade han till Ehime FC. Han spelade 72 ligamatcher för klubben. Efter Ehime FC spelade han för Atlanta Silverbacks. Han avslutade karriären 2011.